# Benjamin Mau
Benjamin Mau (Amburgo, 24 novembre 1991) è un giocatore di football americano tedesco che milita nel ruolo di wide receiver nei Frankfurt Galaxy della European League of Football (ELF).
Dopo aver giocato per le squadre tedesche dei Kiel Baltic Hurricanes, degli Elmshorn Fighting Pirates e degli Hamburg Huskies ha passato un quadriennio alla Waldorf University; è poi tornato in Germania agli Elmshorn Fighting Pirates, per passare in seguito alla squadra professionistica tedesca degli Hamburg Sea Devils. Dal 2024 gioca nei Frankfurt Galaxy.
È figlio dell'ex quarterback Stefan Mau e fratello del tight end Marlon Mau.

## Palmarès
- 1 German Bowl (Kiel Baltic Hurricanes, 2010)